# شیدانک
شیدانک (فسا)، روستایی از توابع بخش نوبندگان شهرستان فسا در استان فارس ایران است.

## جمعیت
این روستا در دهستان نوبندگان قرار دارد و براساس سرشماری مرکز آمار ایران در سال ۱۳۸۵، جمعیت آن ۷۸ نفر (۲۲خانوار) بوده‌است.